# 슝성
슝성(雄昇)은 대만의 지대지 장거리 순항 미사일이다.

## 역사
2023년 8월 16일, 대만 공군이 오전 4시 50분쯤 대만 국책 방산연구소인 국가중산과학연구원의 핑둥현 주펑 미사일기지에서 최대 사거리 1200 km의 슝성(雄昇) 순항미사일 시험 발사를 진행했다. 슝펑 ⅡE 미사일 개량형이다.
슝성 미사일은 천수이볜 총통 시절 개발에 착수됐고 마잉주 총통 시절 양산·배치되기 시작한 최고 기밀로서 이번에 약 20여 년만에 처음 발사 상황이 포착됐다. 이 미사일은 대만 공군사령부 예하 방공미사일 지휘부 산하 5개 방공여단 가운데 하나인 791여단에 배치된 것으로 알려졌다.
사거리 2000 km가 되어야 베이징을 공격할 수 있는데, 이번 미사일은 그러한 사거리는 아니다. 대만 언론은 슝성이 산샤댐을 공격할 수 있다고 보도했다.
2022∼2025년 실시 예정인 슝성 미사일 생산 사업에 170억 대만달러(약 7138억 원)를 배정했다.

## 같이 보기
- 슝펑 ⅡE - 사거리 2000 km
- 윈펑 - 사거리 2000 km